# Herminia plumigeralis
Herminia plumigeralis là một loài bướm đêm trong họ Noctuidae.